# 李昌祺
李昌祺（1376年—1452年），名禎，以字行。江西廬陵人。明朝政治人物、小說家，進士出身。

## 生平
永樂二年（1404年），二甲第二十九名進士，改庶吉士，參與編撰《永樂大典》。擢禮部郎中，遷廣西左布政使。因事謫役，不久遇赦尋返回。洪熙元年（1425年）起故官，任河南左布政使，政績卓著。正统四年（1439年）致仕歸鄉。家居二十餘年，“屏跡不入公府，故廬裁敝風雨，伏臘不充”。景泰二年（1452年）卒。

## 著作
著有《容膝軒草集》等。又曾仿瞿佑《剪燈新話》作《剪燈餘話》。

## 軼事
都御史韩雍巡抚江西，以庐陵乡贤祀学宫，因李昌祺著有《剪灯余话》而不得入祠。